# Balón de Oro 2025
El Balón de Oro 2025 será la 69.ª ceremonia anual del Balón de Oro, presentada por la revista France Football, que reconoce a los mejores futbolistas del mundo en la temporada 2024-25. Por cuarta vez en la historia del premio, se otorgará en función de los resultados de la temporada en lugar del año calendario. Este es el período comprendido entre el 1 de agosto de 2024 y el 31 de julio de 2025. La ceremonia tendrá lugar el 22 de septiembre de 2025 y los nominados se dieron a conocer el 7 de agosto de 2025.

## Premiación Masculina

### Balón de Oro
| Pos. | Jugador               | Club (es)           | Puntos | % Votos |
| ---- | --------------------- | ------------------- | ------ | ------- |
| 1    | Achraf Hakimi         | París Saint-Germain |        |         |
| 2    | Alexis Mac Allister   | Liverpool FC        |        |         |
| 3    | Cole Palmer           | Chelsea FC          |        |         |
| 4    | Declan Rice           | Arsenal             |        |         |
| 5    | Désiré Doué           | París Saint-Germain |        |         |
| 6    | Denzel Dumfries       | Internazionale      |        |         |
| 7    | Erling Haaland        | Manchester City     |        |         |
| 8    | Fabian Ruiz           | París Saint-Germain |        |         |
| 9    | Florian Wirtz         | Bayer Leverkusen    |        |         |
| 10   | Gianluigi Donnarumma  | París Saint-Germain |        |         |
| 11   | Harry Kane            | Bayern Munich       |        |         |
| 12   | Joao Neves            | París Saint-Germain |        |         |
| 13   | Jude Bellingham       | Real Madrid         |        |         |
| 14   | Khvicha Kvaratskhelia | París Saint-Germain |        |         |
| 15   | Kylian Mbappé         | Real Madrid         |        |         |
| 16   | Lamine Yamal          | Barcelona           |        |         |
| 17   | Lautaro Martinez      | Internazionale      |        |         |
| 18   | Michael Olise         | Bayern Munich       |        |         |
| 19   | Mohamed Salah         | Liverpool FC        |        |         |
| 20   | Nuno Mendes           | París Saint-Germain |        |         |
| 21   | Ousmane Dembélé       | París Saint-Germain |        |         |
| 22   | Pedri                 | Barcelona           |        |         |
| 23   | Raphinha              | Barcelona           |        |         |
| 24   | Robert Lewandowski    | Barcelona           |        |         |
| 25   | Scott McTominay       | Napoli              |        |         |
| 26   | Serhou Guirassy       | Borussia Dortmund   |        |         |
| 27   | Viktor Gyökeres       | Sporting CP         |        |         |
| 28   | Vinicius Jr.          | Real Madrid         |        |         |
| 29   | Vitinha               | París Saint-Germain |        |         |
| 30   | Virgil van Dijk       | Liverpool FC        |        |         |

### Trofeo Kopa
| Pos. | Jugador            | Equipo              | Puntos | % Votos |
| ---- | ------------------ | ------------------- | ------ | ------- |
| 1    | Ayyoub Bouaddi     | Lille               |        |         |
| 2    | Dean Huijsen       | Real Madrid         |        |         |
| 3    | Désiré Doué        | París Saint-Germain |        |         |
| 4    | Estêvão Willian    | Palmeiras           |        |         |
| 5    | João Neves         | París Saint-Germain |        |         |
| 6    | Kenan Yıldız       | Juventus            |        |         |
| 7    | Lamine Yamal       | Barcelona           |        |         |
| 8    | Myles Lewis-Skelly | Arsenal             |        |         |
| 9    | Pau Cubarsí        | Barcelona           |        |         |
| 10   | Rodrigo Mora       | Porto               |        |         |

### Trofeo Yashin
| Pos. | Jugador              | Club (es)           | Puntos | % Votos |
| ---- | -------------------- | ------------------- | ------ | ------- |
| 1    | Alisson Becker       | Liverpool FC        |        |         |
| 2    | Emiliano Martínez    | Aston Villa         |        |         |
| 3    | Lucas Chevalier      | Lille               |        |         |
| 4    | Thibaut Courtois     | Real Madrid         |        |         |
| 5    | David Raya           | Arsenal             |        |         |
| 6    | Gianluigi Donnarumma | París Saint-Germain |        |         |
| 7    | Jan Oblak            | Atlético de Madrid  |        |         |
| 8    | Yann Sommer          | Internazionale      |        |         |
| 9    | Matz Sels            | Nottingham Forest   |        |         |
| 10   | Yassine Bounou       | Al Hilal            |        |         |

### Trofeo Gerd Müller
| Pos. | Jugador      | Club (es)    | Selección Nacional | Goles        |
| ---- | ------------ | ------------ | ------------------ | ------------ |
| 1    | Bandera de ? | Bandera de ? | Bandera de ?       | Bandera de ? |
| 2    | Bandera de ? | Bandera de ? | Bandera de ?       | Bandera de ? |
| 3    | Bandera de ? | Bandera de ? | Bandera de ?       | Bandera de ? |

### Trofeo Johan Cruyff
| Pos. | Entrenador    | Equipo              | Puntos | % Votos |
| ---- | ------------- | ------------------- | ------ | ------- |
| 1    | Antonio Conte | Napoli              |        |         |
| 2    | Arne Slot     | Liverpool FC        |        |         |
| 3    | Hansi Flick   | Barcelona           |        |         |
| 4    | Luis Enrique  | París Saint-Germain |        |         |
| 5    | Enzo Maresca  | Chelsea FC          |        |         |

### Club del Año
| Pos. | Club                | Merito Deportivo | Puntos | % Votos |
| ---- | ------------------- | --- | ------ | ------- |
| 1    | Barcelona           | Campeón de la Supercopa de España 2025 Campeón de la Copa del Rey 2025 Campeón de la Primera División de España 2024-25                                                                                             |        |         |
| 2    | Botafogo            | Campeón de la Serie A 2024 Campeón de la Copa Libertadores 2024 Octavofinalista de la Copa Mundial de Clubes de la FIFA 2025                                                                                        |        |         |
| 3    | Chelsea             | Campeón de la Liga Conferencia de la UEFA 2024-25 Campeón de la de la Copa Mundial de Clubes de la FIFA 2025 |        |         |
| 4    | Liverpool           | Campeón de la Premier League 2024-25 |        |         |
| 5    | Paris Saint-Germain | Campeón de la Supercopa de Francia 2024 Campeón de la Ligue 1 2024-25 Campeón de la Copa de Francia de Fútbol 2025 Campeón Liga de Campeones de UEFA 2024-25 Finalista de la Copa Mundial de Clubes de la FIFA 2025 |        |         |